# モーリタニアの鉄道
モーリタニアの鉄道では、モーリタニアにおける鉄道について記す。

## 概要
現在、モーリタニア国内で運行している鉄道はモーリタニア鉄道ただひとつである。モーリタニア鉄道は、ヌアディブを起点として、終点のズエラットまで結んでいる。貨物輸送が主で、フデリック鉱山で産出される鉄鉱石をヌアディブの港から積み出している。全長717kmで全線単線である。軌間は標準軌1,435 mmを採用している。

## 計画路線
2008年にヌアクショット（Nouakchott）から燐酸塩の豊富なBofalを結ぶ、全長430kmの鉄道が計画された。
- ヌアクショット（Nouakchott）－ Tiguint － Mederdra － R'Kiz － Leguatt － Leeleibatt － Menjem Boffal － カエディ（Kaedi） － Bofal

## 鉄道史
ズエラットでは1935年に鉄鉱山が発見された。しかし海岸から遠く輸送に費用が嵩むと見込まれたため、当時モーリタニアを植民地としていたフランスは開発を行わなかった。モーリタニアが1960年にフランスから独立した後、ヨーロッパ資本の国際鉱山会社Miferma社が開発に乗り出し、これに伴って鉄道も建設された。開通したのは1963年である。
1974年にモーリタニア政府によって国有化され、以後はモーリタニア鉄鉱公団 (SNIM: Société Nationale Industrielle et Minière) が鉄道を運営している。

## 事業者
- Société Nationale Industrielle et Minière (National Mining and Industrial Company, SNIM)

## 隣接国との鉄道接続状況
- 西サハラ - 接続（モーリタニア鉄道が西サハラ内を通過）
- アルジェリア - 接続なし
- マリ共和国 - 接続なし
- セネガル - 接続なし